# Махфуд, Мохаммад
Мохаммад Махфуд (индон. Mohammad Mahfud; род. 13 марта 1957, Сампанг) — индонезийский юрист и политический деятель. Председатель Конституционного суда Индонезии (2008—2013), министр обороны Индонезии (2000—2001), министр юстиции и прав человека Индонезии (2001).

## Биография
Мохаммад Махфуд родился 13 марта 1957 года в восточнояванском городе Сампанг. По национальности — мадурец.
Окончил Университет Гаджа Мада, получив степени магистра области политологии и доктора конституционного права (1993). С 1984 года был профессором конституционного права на юридическом факультете Исламского университета Индонезии в Джокьякарте; также преподавал в ряде других вузов.
23 августа 2000 года президент Абдуррахман Вахид назначил Махфуда министром обороны; это назначение вызвало споры из-за слухов о том, что кандидатура Махфуда не была согласована с вице-президентом Мегавати Сукарнопутри, хотя сам Махфуд позже опроверг эти слухи, заявив, что лично встречался с Мегавати и заручился её поддержкой. 20 июля 2001 года Махфуд был назначен министром юстиции, совмещая этот пост с постом министра обороны вплоть до импичмента президента Вахида и отставки его кабинета в августе 2001 года.
В 2004 году, по итогам парламентских выборов, Махфуд стал депутатом Совета народных представителей от Партии национального пробуждения. В период 2004—2008 годов был членом ряда комиссий парламента.
1 апреля 2008 года Махфуд был избран судьёй Конституционного суда Индонезии. На выборах председателя Конституционного суда, состоявшихся 19 августа 2008 года, он победил действующего председателя Джимли Ассхиддики. В этот период Махфуд получил большую известность в СМИ за свои усилия по борьбе с коррупцией в индонезийской судебной системе. Однако ряд решений, принятых Конституционным судом под его председательством — такие, как признание неконституционным существования Исполнительного агентства по разведке и добыче нефти и газа (BPMIGAS) — вызвали осуждение СМИ. В апреле 2013 года, после истечения пятилетнего срока своих судейских полномочий, Махфуд заявил, что не будет избираться на новый срок в качестве судьи.
После окончания работы в Конституционном суде Махфуд неоднократно выступал перед СМИ с комментариями по различным вопросам внутренней политики; наибольшую известность получили его высказывания касательно соблюдения прав человека и прав отдельных групп населения. Так, в середине 2012 года он сделал вызвавшее большой резонанс заявление о том, что сторонники атеизма и коммунизма должны преследоваться за свои убеждения в судебном порядке, так как последние противоречат национальной идеологии Панча Сила. В сентябре 2012 года он сделал ещё одно резонансное заявление, предложив ввести, в целях профилактики религиозного экстремизма, обязательную регистрацию исламских религиозных деятелей и богословов.
В конце 2012 года стала появляться информация о возможном участии Махфуда в президентских выборах 2014 года. По данным нескольких социологических опросов, Махфуда поддерживает довольно большое количество избирателей. В ноябре 2012 года он был избран председателем Исламской ассоциации студентов и выпускников (индон. KAHMI), что было расценено как шаг, направленный на повышение его популярности в преддверии выборов.

## Личная жизнь
В 1982 году Махфуд женился на Зайзатун Нихаяти (индон. Zaizatun Nihayati), также известной под кратким именем Яти (индон. Yatie). В их семье трое детей — Ихван Зейн (индон. Ikhwan Zein), Вина Амалия (индон. Vina Amalia) и Ройхан Акбар (индон. Royhan Akbar).

## Награды и звания
На первой церемонии вручения награды Seputar Indonesia Awards, учреждённой частным телеканалом RCTI, Махфуд был назван ньюсмейкером года. Наряду с ним этого звания были удостоены такие персоны, как президент США Барак Обама и управляющий Всемирного банка Сри Мульяни Индравати.